# Finnország a 2022. évi téli olimpiai játékokon
Finnország a kínai Pekingben megrendezett 2022. évi téli olimpiai játékok egyik részt vevő nemzete volt. Az országot az olimpián 9 sportágban 94 sportoló képviselte, akik összesen 8 érmet szereztek.

## Érmesek
| Érem  | Versenyző | Sportág   | Versenyszám        |
| ----- | --- | --------- | ------------------ |
| Arany | Nemzeti válogatott Miro Aaltonen Marko Anttila Hannes Björninen Valtteri Filppula Niklas Friman Markus Granlund Teemu Hartikainen Juuso Hietanen Valtteri Kemiläinen Leo Komarov Mikko Lehtonen Petteri Lindbohm Saku Mäenalanen Sakari Manninen Joonas Nättinen Atte Ohtamaa Niko Ojamäki Juho Olkinuora Iiro Pakarinen Harri Pesonen Ville Pokka Toni Rajala Harri Säteri Frans Tuohimaa Sami Vatanen | Jégkorong | Férfi              |
| Arany | Iivo Niskanen | Sífutás   | Férfi 15 km        |
| Ezüst | Iivo Niskanen Joni Mäki | Sífutás   | Férfi csapatsprint |
| Ezüst | Kerttu Niskanen | Sífutás   | Női 10 km          |
| Bronz | Nemzeti válogatott Sanni Hakala Jenni Hiirikoski Elisa Holopainen Sini Karjalainen Michelle Karvinen Anni Keisala Nelli Laitinen Julia Liikala Eveliina Mäkinen Petra Nieminen Tanja Niskanen Jenniina Nylund Meeri Räisänen Sanni Rantala Ronja Savolainen Sofianna Sundelin Susanna Tapani Noora Tulus Minttu Tuominen Viivi Vainikka Sanni Vanhanen Emilia Vesa Ella Viitasuo                        | Jégkorong | Női                |
| Bronz | Iivo Niskanen | Sífutás   | Férfi 30 km        |
| Bronz | Krista Pärmäkoski | Sífutás   | Női 10 km          |
| Bronz | Kerttu Niskanen | Sífutás   | Női 30 km          |

## Alpesisí
Férfi
| Versenyző   | Versenyszám      | 1. futam      | 1. futam      | 2. futam | 2. futam | Összesítés | Összesítés |
| Versenyző   | Versenyszám      | Idő           | Hely.         | Idő      | Hely.    | Idő        | Helyezés   |
| ----------- | ---------------- | ------------- | ------------- | -------- | -------- | ---------- | ---------- |
| Samu Torsti | Óriás-műlesiklás | nem ért célba | nem ért célba | kiesett  | kiesett  | kiesett    | kiesett    |

Női
| Versenyző        | Versenyszám      | 1. futam      | 1. futam      | 2. futam | 2. futam | Összesítés | Összesítés |
| Versenyző        | Versenyszám      | Idő           | Hely.         | Idő      | Hely.    | Idő        | Helyezés   |
| ---------------- | ---------------- | ------------- | ------------- | -------- | -------- | ---------- | ---------- |
| Riikka Honkanen  | Óriás-műlesiklás | nem ért célba | nem ért célba | kiesett  | kiesett  | kiesett    | kiesett    |
| Riikka Honkanen  | Műlesiklás       | 56,33         | 37.           | 56,64    | 37.      | 1:52,97    | 37.        |
| Rosa Pohjolainen | Műlesiklás       | nem ért célba | nem ért célba | kiesett  | kiesett  | kiesett    | kiesett    |
| Erika Pykäläinen | Óriás-műlesiklás | nem ért célba | nem ért célba | kiesett  | kiesett  | kiesett    | kiesett    |
| Erika Pykäläinen | Műlesiklás       | nem ért célba | nem ért célba | kiesett  | kiesett  | kiesett    | kiesett    |

## Biatlon
Férfi
| Versenyző                                                   | Versenyszám            | Időeredmény | Lövőhiba    | Helyezés |
| ----------------------------------------------------------- | ---------------------- | ----------- | ----------- | -------- |
| Tuomas Harjula                                              | 20 km egyéni indításos | 58:14,9     | 4 (1+2+1+0) | 81.      |
| Tuomas Harjula                                              | 10 km sprint           | 28:21,2     | 2 (0+2)     | 92.      |
| Olli Hiidensalo                                             | 20 km egyéni indításos | 56:45,6     | 5 (0+2+0+3) | 74.      |
| Olli Hiidensalo                                             | 10 km sprint           | 26:15,5     | 3 (1+2)     | 38.      |
| Olli Hiidensalo                                             | 12,5 km üldözőverseny  | 47:04,9     | 8 (5+0+1+2) | 52.      |
| Heikki Laitinen                                             | 20 km egyéni indításos | 55:52,8     | 5 (0+2+1+2) | 66.      |
| Heikki Laitinen                                             | 10 km sprint           | 26:41,1     | 2 (1+1)     | 54.      |
| Heikki Laitinen                                             | 12,5 km üldözőverseny  | 46:47,2     | 6 (1+1+1+3) | 49.      |
| Tero Seppälä                                                | 20 km egyéni indításos | 52:14,3     | 2 (0+2+0+0) | 23.      |
| Tero Seppälä                                                | 15 km tömegrajtos      | 40:47,1     | 5 (1+0+2+2) | 9.       |
| Tero Seppälä                                                | 10 km sprint           | 25:47,5     | 3 (1+2)     | 25.      |
| Tero Seppälä                                                | 12,5 km üldözőverseny  | 43:30,2     | 7 (1+1+2+3) | 21.      |
| Heikki Laitinen Tero Seppälä Olli Hiidensalo Tuomas Harjula | 4 × 7,5 km váltó       | 1:26:57,7   | 18 (4+14)   | 17.      |

Női
| Versenyző                                               | Versenyszám            | Időeredmény | Lövőhiba    | Helyezés   |
| ------------------------------------------------------- | ---------------------- | ----------- | ----------- | ---------- |
| Mari Eder                                               | 15 km egyéni indításos | 48:42,9     | 3 (1+0+1+1) | 32.        |
| Mari Eder                                               | 7,5 km sprint          | 22:39,8     | 2 (0+2)     | 28.        |
| Mari Eder                                               | 10 km üldözőverseny    | 39:15,6     | 4 (0+1+1+2) | 30.        |
| Erika Jänkä                                             | 7,5 km sprint          | 24:20,9     | 0 (0+0)     | 73.        |
| Nastassia Kinnunen                                      | 15 km egyéni indításos | 50:13,5     | 4 (0+1+2+1) | 51.        |
| Nastassia Kinnunen                                      | 7,5 km sprint          | 24:30,0     | 3 (1+2)     | 75.        |
| Suvi Minkkinen                                          | 15 km egyéni indításos | nem indult  | nem indult  | nem indult |
| Suvi Minkkinen                                          | 7,5 km sprint          | 23:21,7     | 1 (0+1)     | 51.        |
| Suvi Minkkinen                                          | 10 km üldözőverseny    | 40:38,0     | 0 (0+0+0+0) | 43.        |
| Suvi Minkkinen Mari Eder Erika Jänkä Nastassia Kinnunen | 4 × 6 km váltó         | lekörözték  | 8 (2+6)     | 16.        |

Vegyes
| Versenyző                                             | Versenyszám  | Időeredmény | Lövőhiba  | Helyezés |
| ----------------------------------------------------- | ------------ | ----------- | --------- | -------- |
| Suvi Minkkinen Mari Eder Tero Seppälä Olli Hiidensalo | Vegyes váltó | 1:10:06,7   | 13 (1+12) | 11.      |

## Északi összetett
| Versenyző                                               | Versenyszám        | Síugrás | Síugrás | Síugrás | Síugrás    | Sífutás | Sífutás | Összesítés | Összesítés |
| Versenyző                                               | Versenyszám        | Táv     | Pont    | Hely.   | Időhátrány | Idő     | Hely.   | Idő        | Helyezés   |
| ------------------------------------------------------- | ------------------ | ------- | ------- | ------- | ---------- | ------- | ------- | ---------- | ---------- |
| Ilkka Herola                                            | Normálsánc + 10 km | 100,0   | 115,7   | 8.      | +1:09      | 24:24,1 | =4.     | 25:33,1    | 6.         |
| Ilkka Herola                                            | Nagysánc + 10 km   | 117,5   | 95,9    | 25.     | +2:56      | 26:02,1 | 7.      | 28:58,1    | 16.        |
| Eero Hirvonen                                           | Normálsánc + 10 km | 93,0    | 104,1   | 19.     | +1:56      | 25:06,3 | 15.     | 27:02,3    | 17.        |
| Eero Hirvonen                                           | Nagysánc + 10 km   | 123,0   | 94,6    | 26.     | +3:01      | 26:16,3 | 9.      | 29:17,3    | 20.        |
| Arttu Mäkiaho                                           | Normálsánc + 10 km | 95,5    | 95,1    | 27.     | +2:32      | 25:14,3 | 19.     | 27:46,3    | 23.        |
| Arttu Mäkiaho                                           | Nagysánc + 10 km   | 121,0   | 87,9    | 28.     | +3:28      | 26:21,0 | 12.     | 29:49,0    | 24.        |
| Perttu Reponen                                          | Normálsánc + 10 km | 90,0    | 94,2    | 28.     | +2:35      | 25:09,7 | 18.     | 27:44,7    | 22.        |
| Otto Niittykoski                                        | Nagysánc + 10 km   | 118,0   | 79,2    | 37.     | +4:02      | 28:00,3 | 38.     | 32:02,3    | 37.        |
| Ilkka Herola Arttu Mäkiaho Perttu Reponen Eero Hirvonen | Csapat             | 481,0   | 385,1   | 8.      | +2:00      | 51:24,1 | 3.      | 53:24,1    | 8.         |

## Jégkorong

### Férfi
- Szövetségi kapitány: Jukka Jalonen

| Finn nemzeti férfi jégkorongcsapat-játékoskeret | Finn nemzeti férfi jégkorongcsapat-játékoskeret | Finn nemzeti férfi jégkorongcsapat-játékoskeret | Finn nemzeti férfi jégkorongcsapat-játékoskeret | Finn nemzeti férfi jégkorongcsapat-játékoskeret | Finn nemzeti férfi jégkorongcsapat-játékoskeret | Finn nemzeti férfi jégkorongcsapat-játékoskeret |
| #                                               | Poszt                                           | Név                                             | Magasság                                        | Súly                                            | Születési idő                                   | Klub az olimpia idején                          |
| ----------------------------------------------- | ----------------------------------------------- | ----------------------------------------------- | ----------------------------------------------- | ----------------------------------------------- | ----------------------------------------------- | ----------------------------------------------- |
| 2                                               | D                                               | Ville Pokka                                     | 1,83 m (6 ft 0 in)                              | 90 kg (200 lb)                                  | 1994. június 3.                                 | Avangard Omszk                                  |
| 3                                               | D                                               | Niklas Friman                                   | 1,89 m (6 ft 2 in)                              | 94 kg (207 lb)                                  | 1993. augusztus 30.                             | Jokerit                                         |
| 4                                               | D                                               | Mikko Lehtonen                                  | 1,82 m (6 ft 0 in)                              | 89 kg (196 lb)                                  | 1994. január 16.                                | SZKA Szentpétervár                              |
| 12                                              | F                                               | Marko Anttila                                   | 2,03 m (6 ft 8 in)                              | 108 kg (238 lb)                                 | 1985. május 27.                                 | Jokerit                                         |
| 13                                              | D                                               | Valtteri Kemiläinen                             | 1,84 m (6 ft 0 in)                              | 88 kg (194 lb)                                  | 1991. december 16.                              | HC Vityaz                                       |
| 15                                              | F                                               | Miro Aaltonen                                   | 1,80 m (5 ft 11 in)                             | 84 kg (185 lb)                                  | 1993. június 7.                                 | HC Vityaz                                       |
| 20                                              | F                                               | Niko Ojamäki                                    | 1,80 m (5 ft 11 in)                             | 84 kg (185 lb)                                  | 1995. június 17.                                | HC Vityaz                                       |
| 24                                              | F                                               | Hannes Björninen                                | 1,85 m (6 ft 1 in)                              | 89 kg (196 lb)                                  | 1995. október 19.                               | Jokerit                                         |
| 25                                              | F                                               | Toni Rajala                                     | 1,79 m (5 ft 10 in)                             | 76 kg (168 lb)                                  | 1991. március 29.                               | EHC Biel                                        |
| 28                                              | F                                               | Joonas Nättinen                                 | 1,89 m (6 ft 2 in)                              | 90 kg (200 lb)                                  | 1991. január 3.                                 | Severstal Cherepovets                           |
| 29                                              | G                                               | Harri Säteri                                    | 1,86 m (6 ft 1 in)                              | 90 kg (200 lb)                                  | 1989. december 29.                              | HC Sibir Novosibirsk                            |
| 35                                              | G                                               | Frans Tuohimaa                                  | 1,88 m (6 ft 2 in)                              | 87 kg (192 lb)                                  | 1991. augusztus 19.                             | HC Neftekhimik Nizhnekamsk                      |
| 38                                              | D                                               | Juuso Hietanen                                  | 1,78 m (5 ft 10 in)                             | 83 kg (183 lb)                                  | 1985. június 14.                                | HC Ambrì-Piotta                                 |
| 40                                              | D                                               | Petteri Lindbohm                                | 1,90 m (6 ft 3 in)                              | 93 kg (205 lb)                                  | 1993. szeptember 23.                            | Jokerit                                         |
| 42                                              | D                                               | Sami Vatanen                                    | 1,79 m (5 ft 10 in)                             | 84 kg (185 lb)                                  | 1991. június 3.                                 | Genève-Servette HC                              |
| 45                                              | G                                               | Juho Olkinuora                                  | 1,88 m (6 ft 2 in)                              | 91 kg (201 lb)                                  | 1990. november 4.                               | Metallurg Magnyitogorszk                        |
| 51                                              | F                                               | Valtteri Filppula                               | 1,82 m (6 ft 0 in)                              | 86 kg (190 lb)                                  | 1984. március 20.                               | Genève-Servette HC                              |
| 55                                              | D                                               | Atte Ohtamaa                                    | 1,88 m (6 ft 2 in)                              | 92 kg (203 lb)                                  | 1987. november 6.                               | Oulun Kärpät                                    |
| 60                                              | F                                               | Markus Granlund                                 | 1,80 m (5 ft 11 in)                             | 85 kg (187 lb)                                  | 1993. április 16.                               | Salavat Yulaev Ufa                              |
| 65                                              | F                                               | Sakari Manninen                                 | 1,70 m (5 ft 7 in)                              | 71 kg (157 lb)                                  | 1992. február 10.                               | Salavat Yulaev Ufa                              |
| 70                                              | F                                               | Teemu Hartikainen                               | 1,86 m (6 ft 1 in)                              | 91 kg (201 lb)                                  | 1990. május 3.                                  | Salavat Yulaev Ufa                              |
| 71                                              | F                                               | Leo Komarov                                     | 1,80 m (5 ft 11 in)                             | 93 kg (205 lb)                                  | 1987. január 23.                                | SZKA Szentpétervár                              |
| 80                                              | F                                               | Saku Mäenalanen                                 | 1,92 m (6 ft 4 in)                              | 94 kg (207 lb)                                  | 1994. május 24.                                 | Oulun Kärpät                                    |
| 81                                              | F                                               | Iiro Pakarinen                                  | 1,85 m (6 ft 1 in)                              | 90 kg (200 lb)                                  | 1991. augusztus 25.                             | Jokerit                                         |
| 82                                              | F                                               | Harri Pesonen                                   | 1,80 m (5 ft 11 in)                             | 88 kg (194 lb)                                  | 1988. augusztus 6.                              | SCL Tigers                                      |

Csoportkör
C csoport
| Hely. | Csapat           | M | Gy | HGy | HV | V | G+ | G– | Gk | P | Továbbjutás                       |
| ----- | ---------------- | - | -- | --- | -- | - | -- | -- | -- | - | --------------------------------- |
| 1.    | Finnország (FIN) | 3 | 2  | 1   | 0  | 0 | 13 | 6  | +7 | 8 | Továbbjutott a negyeddöntőbe      |
| 2.    | Svédország (SWE) | 3 | 2  | 0   | 1  | 0 | 10 | 7  | +3 | 7 | Továbbjutott a negyeddöntőbe      |
| 3.    | Szlovákia (SVK)  | 3 | 1  | 0   | 0  | 2 | 8  | 12 | −4 | 3 | A negyeddöntőbe jutásért játszott |
| 4.    | Lettország (LAT) | 3 | 0  | 0   | 0  | 3 | 5  | 11 | −6 | 0 | A negyeddöntőbe jutásért játszott |

| 2022. február 10. 16:40 (9:40) | Finnország (FIN) | 6–2 (3–1, 1–1, 2–0) | Szlovákia (SVK) | Beijing National Indoor Stadium, Peking Nézőszám: 929 |

| Jegyzőkönyv | Jegyzőkönyv  | Jegyzőkönyv                            | Jegyzőkönyv      | Jegyzőkönyv                                                                              |
| --- | ------------ | -------------------------------------- | ---------------- | ---------------------------------------------------------------------------------------- |
| | Harri Säteri | Kapusok                                | Branislav Konrád | Játékvezetők: Stephen Reneau Jevgenyij Romaszko Vonalbírók: David Obwegeser Brian Oliver |
| \| \| 0–1 \| 05:33 – Slafkovský (Milos) \| \| Manninen (Hartikainen, Pokka) – 10:17 \| 1–1 \| \| \| Pesonen (Aaltonen, Filppula) – 14:22 (PP) \| 2–1 \| \| \| Aaltonen (Nättinen) – 18:20 \| 3–1 \| \| \| Manninen (Granlund, Lehtonen) – 29:28 \| 4–1 \| \| \| \| 4–2 \| 31:49 – Slafkovský (Čerešňák, Regenda) \| \| Manninen (Hartikainen) – 40:16 \| 5–2 \| \| \| Aaltonen (Ojamäki, Vatanen) (PP) – 54:57 \| 6–2 \| \| |              |                                        |                  | Játékvezetők: Stephen Reneau Jevgenyij Romaszko Vonalbírók: David Obwegeser Brian Oliver |
| 10 perc | Büntetések   | 6 perc                                 |                  | Játékvezetők: Stephen Reneau Jevgenyij Romaszko Vonalbírók: David Obwegeser Brian Oliver |
| 30 | Lövések      | 33                                     |                  | Játékvezetők: Stephen Reneau Jevgenyij Romaszko Vonalbírók: David Obwegeser Brian Oliver |
| | 0–1          | 05:33 – Slafkovský (Milos)             |                  | Játékvezetők: Stephen Reneau Jevgenyij Romaszko Vonalbírók: David Obwegeser Brian Oliver |
| Manninen (Hartikainen, Pokka) – 10:17 | 1–1          |                                        |                  | Játékvezetők: Stephen Reneau Jevgenyij Romaszko Vonalbírók: David Obwegeser Brian Oliver |
| Pesonen (Aaltonen, Filppula) – 14:22 (PP) | 2–1          |                                        |                  | Játékvezetők: Stephen Reneau Jevgenyij Romaszko Vonalbírók: David Obwegeser Brian Oliver |
| Aaltonen (Nättinen) – 18:20 | 3–1          |                                        |                  |                                                                                          |
| Manninen (Granlund, Lehtonen) – 29:28 | 4–1          |                                        |                  |                                                                                          |
| | 4–2          | 31:49 – Slafkovský (Čerešňák, Regenda) |                  |                                                                                          |
| Manninen (Hartikainen) – 40:16 | 5–2          |                                        |                  |                                                                                          |
| Aaltonen (Ojamäki, Vatanen) (PP) – 54:57 | 6–2          |                                        |                  |                                                                                          |

| 2022. február 11. 21:10 (14:10) | Lettország (LAT) | 1–3 (0–0, 0–1, 1–2) | Finnország (FIN) | Wukesong Arena, Peking Nézőszám: 904 |

| Jegyzőkönyv | Jegyzőkönyv   | Jegyzőkönyv                             | Jegyzőkönyv  | Jegyzőkönyv                                                                      |
| --- | ------------- | --------------------------------------- | ------------ | -------------------------------------------------------------------------------- |
| | Jānis Kalniņš | Kapusok                                 | Harri Säteri | Játékvezetők: Oliver Gouin Mikael Nord Vonalbírók: Ludvig Lundgren Dmitrij Sislo |
| \| \| 0–1 \| 37:59 – Kemiläinen (Lehtonen, Nättinen) \| \| Ābols (Krastenbergs, Smirnovs) (PP) – 43:01 \| 1–1 \| \| \| \| 1–2 \| 54:42 – Komarov (Hietanen, Ohtamaa) \| \| \| 1–3 \| 58:43 – Anttila (Mäenalanen, Lindbohm) \| |               |                                         |              | Játékvezetők: Oliver Gouin Mikael Nord Vonalbírók: Ludvig Lundgren Dmitrij Sislo |
| 6 perc | Büntetések    | 4 perc                                  |              | Játékvezetők: Oliver Gouin Mikael Nord Vonalbírók: Ludvig Lundgren Dmitrij Sislo |
| 20 | Lövések       | 38                                      |              | Játékvezetők: Oliver Gouin Mikael Nord Vonalbírók: Ludvig Lundgren Dmitrij Sislo |
| | 0–1           | 37:59 – Kemiläinen (Lehtonen, Nättinen) |              | Játékvezetők: Oliver Gouin Mikael Nord Vonalbírók: Ludvig Lundgren Dmitrij Sislo |
| Ābols (Krastenbergs, Smirnovs) (PP) – 43:01 | 1–1           |                                         |              | Játékvezetők: Oliver Gouin Mikael Nord Vonalbírók: Ludvig Lundgren Dmitrij Sislo |
| | 1–2           | 54:42 – Komarov (Hietanen, Ohtamaa)     |              | Játékvezetők: Oliver Gouin Mikael Nord Vonalbírók: Ludvig Lundgren Dmitrij Sislo |
| | 1–3           | 58:43 – Anttila (Mäenalanen, Lindbohm)  |              |                                                                                  |

| 2022. február 13. 16:40 (9:40) | Finnország (FIN) | 4–3 (h.u.) (0–0, 0–3, 3–0) (h.u.: 1–0) | Svédország (SWE) | Beijing National Indoor Stadium, Peking Nézőszám: 963 |

| Jegyzőkönyv | Jegyzőkönyv    | Jegyzőkönyv                               | Jegyzőkönyv     | Jegyzőkönyv                                                                             |
| --- | -------------- | ----------------------------------------- | --------------- | --------------------------------------------------------------------------------------- |
| | Juho Olkinuora | Kapusok                                   | Magnus Hellberg | Játékvezetők: Michael Campbell Roman Gofman Vonalbírók: William Hancock Nyikita Salagin |
| \| \| 0–1 \| 24:24 – Wallmark (Tömmernes, Pudas) (PP) \| \| \| 0–2 \| 28:39 – Bengtsson (Tömmernes, Bromé) (PP) \| \| \| 0–3 \| 31:36 – Lander (Pudas, Klingberg) (PP) \| \| Hartikainen (Manninen, Vatanen) (PP) – 45:34 \| 1–3 \| \| \| Pakarinen (Hartikainen, Manninen) (PP) – 55:30 \| 2–3 \| \| \| Pakarinen (Lehtonen, Hartikainen) – 57:11 \| 3–3 \| \| \| Pesonen – 62:01 \| 4–3 \| \| |                |                                           |                 | Játékvezetők: Michael Campbell Roman Gofman Vonalbírók: William Hancock Nyikita Salagin |
| 37 perc | Büntetések     | 8 perc                                    |                 | Játékvezetők: Michael Campbell Roman Gofman Vonalbírók: William Hancock Nyikita Salagin |
| 27 | Lövések        | 30                                        |                 | Játékvezetők: Michael Campbell Roman Gofman Vonalbírók: William Hancock Nyikita Salagin |
| | 0–1            | 24:24 – Wallmark (Tömmernes, Pudas) (PP)  |                 | Játékvezetők: Michael Campbell Roman Gofman Vonalbírók: William Hancock Nyikita Salagin |
| | 0–2            | 28:39 – Bengtsson (Tömmernes, Bromé) (PP) |                 | Játékvezetők: Michael Campbell Roman Gofman Vonalbírók: William Hancock Nyikita Salagin |
| | 0–3            | 31:36 – Lander (Pudas, Klingberg) (PP)    |                 | Játékvezetők: Michael Campbell Roman Gofman Vonalbírók: William Hancock Nyikita Salagin |
| Hartikainen (Manninen, Vatanen) (PP) – 45:34 | 1–3            |                                           |                 |                                                                                         |
| Pakarinen (Hartikainen, Manninen) (PP) – 55:30 | 2–3            |                                           |                 |                                                                                         |
| Pakarinen (Lehtonen, Hartikainen) – 57:11 | 3–3            |                                           |                 |                                                                                         |
| Pesonen – 62:01 | 4–3            |                                           |                 |                                                                                         |

Negyeddöntő
| 2022. február 16. 16:40 (9:40) | Finnország (FIN) | 5–1 (2–0, 1–1, 2–0) | Svájc (SUI) | Beijing National Indoor Stadium, Peking Nézőszám: 948 |

| Jegyzőkönyv | Jegyzőkönyv  | Jegyzőkönyv                       | Jegyzőkönyv                | Jegyzőkönyv                                                                    |
| --- | ------------ | --------------------------------- | -------------------------- | ------------------------------------------------------------------------------ |
| | Harri Säteri | Kapusok                           | Reto Berra Leonardo Genoni | Játékvezetők: Andris Ansons Oliver Gouin Vonalbírók: Daniel Hynek Brian Oliver |
| \| Aaltonen (Friman, Nättinen) – 08:37 \| 1–0 \| \| \| Lehtonen (Hietanen, Manninen) – 10:45 \| 2–0 \| \| \| Anttila (Björninen) – 23:08 \| 3–0 \| \| \| \| 3–1 \| 37:49 – Ambühl (Corvi, Haas) (PP) \| \| Pakarinen (Filppula, Pesonen) (ENG) – 55:28 \| 4–1 \| \| \| Hartikainen (ENG) – 56:47 \| 5–1 \| \| |              |                                   |                            | Játékvezetők: Andris Ansons Oliver Gouin Vonalbírók: Daniel Hynek Brian Oliver |
| 4 perc | Büntetések   | 4 perc                            |                            | Játékvezetők: Andris Ansons Oliver Gouin Vonalbírók: Daniel Hynek Brian Oliver |
| 23 | Lövések      | 34                                |                            | Játékvezetők: Andris Ansons Oliver Gouin Vonalbírók: Daniel Hynek Brian Oliver |
| Aaltonen (Friman, Nättinen) – 08:37 | 1–0          |                                   |                            | Játékvezetők: Andris Ansons Oliver Gouin Vonalbírók: Daniel Hynek Brian Oliver |
| Lehtonen (Hietanen, Manninen) – 10:45 | 2–0          |                                   |                            | Játékvezetők: Andris Ansons Oliver Gouin Vonalbírók: Daniel Hynek Brian Oliver |
| Anttila (Björninen) – 23:08 | 3–0          |                                   |                            | Játékvezetők: Andris Ansons Oliver Gouin Vonalbírók: Daniel Hynek Brian Oliver |
| | 3–1          | 37:49 – Ambühl (Corvi, Haas) (PP) |                            |                                                                                |
| Pakarinen (Filppula, Pesonen) (ENG) – 55:28 | 4–1          |                                   |                            |                                                                                |
| Hartikainen (ENG) – 56:47 | 5–1          |                                   |                            |                                                                                |

Elődöntő
| 2022. február 18. 12:10 (5:10) | Finnország (FIN) | 2–0 (1–0, 0–0, 1–0) | Szlovákia (SVK) | Beijing National Indoor Stadium, Peking Nézőszám: 1071 |

| Jegyzőkönyv | Jegyzőkönyv  | Jegyzőkönyv | Jegyzőkönyv  | Jegyzőkönyv                                                                           |
| --- | ------------ | ----------- | ------------ | ------------------------------------------------------------------------------------- |
| | Harri Säteri | Kapusok     | Patrik Rybár | Játékvezetők: Tobias Björk Jevgenyij Romaszko Vonalbírók: Gleb Lazarev Dustin McCrank |
| \| Manninen (Lindbohm, Vatanen) – 15:58 \| 1–0 \| \| \| Pesonen (Hartikainen, Pokka) (ENG) – 59:21 \| 2–0 \| \| |              |             |              | Játékvezetők: Tobias Björk Jevgenyij Romaszko Vonalbírók: Gleb Lazarev Dustin McCrank |
| 0 perc | Büntetések   | 6 perc      |              | Játékvezetők: Tobias Björk Jevgenyij Romaszko Vonalbírók: Gleb Lazarev Dustin McCrank |
| 27 | Lövések      | 28          |              | Játékvezetők: Tobias Björk Jevgenyij Romaszko Vonalbírók: Gleb Lazarev Dustin McCrank |
| Manninen (Lindbohm, Vatanen) – 15:58                                                                            | 1–0          |             |              | Játékvezetők: Tobias Björk Jevgenyij Romaszko Vonalbírók: Gleb Lazarev Dustin McCrank |
| Pesonen (Hartikainen, Pokka) (ENG) – 59:21                                                                      | 2–0          |             |              | Játékvezetők: Tobias Björk Jevgenyij Romaszko Vonalbírók: Gleb Lazarev Dustin McCrank |

Döntő
| 2022. február 20. 12:10 (5:10) | Finnország (FIN) | 2–1 (0–1, 1–0, 1–0) | Az Orosz Olimpiai Bizottság versenyzői (ROC) | Beijing National Indoor Stadium, Peking Nézőszám: 1288 |

| Jegyzőkönyv | Jegyzőkönyv  | Jegyzőkönyv                                   | Jegyzőkönyv  | Jegyzőkönyv                                                                            |
| --- | ------------ | --------------------------------------------- | ------------ | -------------------------------------------------------------------------------------- |
| | Harri Säteri | Kapusok                                       | Ivan Fedotov | Játékvezetők: Tobias Björk Andrew Bruggeman Vonalbírók: William Hancock Dustin McCrank |
| \| \| 0–1 \| 07:17 – Grigorenko (Nyesztyerov, Guszev) (PP) \| \| Pokka (Björninen, Ohtamaa) – 23:28 \| 1–1 \| \| \| Björninen (Anttila, Ohtamaa) – 40:31 \| 2–1 \| \| |              |                                               |              | Játékvezetők: Tobias Björk Andrew Bruggeman Vonalbírók: William Hancock Dustin McCrank |
| 2 perc | Büntetések   | 6 perc                                        |              | Játékvezetők: Tobias Björk Andrew Bruggeman Vonalbírók: William Hancock Dustin McCrank |
| 31 | Lövések      | 17                                            |              | Játékvezetők: Tobias Björk Andrew Bruggeman Vonalbírók: William Hancock Dustin McCrank |
| | 0–1          | 07:17 – Grigorenko (Nyesztyerov, Guszev) (PP) |              | Játékvezetők: Tobias Björk Andrew Bruggeman Vonalbírók: William Hancock Dustin McCrank |
| Pokka (Björninen, Ohtamaa) – 23:28 | 1–1          |                                               |              | Játékvezetők: Tobias Björk Andrew Bruggeman Vonalbírók: William Hancock Dustin McCrank |
| Björninen (Anttila, Ohtamaa) – 40:31 | 2–1          |                                               |              | Játékvezetők: Tobias Björk Andrew Bruggeman Vonalbírók: William Hancock Dustin McCrank |

| Csapat           | Helyezés                 |
| ---------------- | ------------------------ |
| Finnország (FIN) | 1. helyezett, aranyérmes |

### Női
- Szövetségi kapitány: Pasi Mustonen

| Finn nemzeti női jégkorongcsapat-játékoskeret | Finn nemzeti női jégkorongcsapat-játékoskeret | Finn nemzeti női jégkorongcsapat-játékoskeret | Finn nemzeti női jégkorongcsapat-játékoskeret | Finn nemzeti női jégkorongcsapat-játékoskeret | Finn nemzeti női jégkorongcsapat-játékoskeret | Finn nemzeti női jégkorongcsapat-játékoskeret |
| #                                             | Poszt                                         | Név                                           | Magasság                                      | Súly                                          | Születési idő                                 | Klub az olimpia idején                        |
| --------------------------------------------- | --------------------------------------------- | --------------------------------------------- | --------------------------------------------- | --------------------------------------------- | --------------------------------------------- | --------------------------------------------- |
| 1                                             | G                                             | Eveliina Mäkinen                              | 1,75 m (5 ft 9 in)                            | 68 kg (150 lb)                                | 1995. április 12.                             | Brynäs IF                                     |
| 2                                             | D                                             | Sini Karjalainen                              | 1,74 m (5 ft 9 in)                            | 68 kg (150 lb)                                | 1999. január 30.                              | Vermont Catamounts                            |
| 6                                             | D                                             | Jenni Hiirikoski                              | 1,62 m (5 ft 4 in)                            | 62 kg (137 lb)                                | 1987. március 30.                             | Luleå HF                                      |
| 7                                             | D                                             | Sanni Rantala                                 | 1,73 m (5 ft 8 in)                            | 63 kg (139 lb)                                | 2002. július 8.                               | Kiekko-Espoo                                  |
| 8                                             | D                                             | Ella Viitasuo                                 | 1,72 m (5 ft 8 in)                            | 69 kg (152 lb)                                | 1996. május 27.                               | Kiekko-Espoo                                  |
| 9                                             | D                                             | Nelli Laitinen                                | 1,69 m (5 ft 7 in)                            | 62 kg (137 lb)                                | 2002. április 29.                             | Kiekko-Espoo                                  |
| 10                                            | F                                             | Elisa Holopainen                              | 1,66 m (5 ft 5 in)                            | 58 kg (128 lb)                                | 2001. december 27.                            | Kiekko-Espoo                                  |
| 12                                            | F                                             | Sanni Vanhanen                                | 1,65 m (5 ft 5 in)                            | 57 kg (126 lb)                                | 2005. július 1.                               | Tappara U16                                   |
| 15                                            | D                                             | Minttu Tuominen                               | 1,65 m (5 ft 5 in)                            | 73 kg (161 lb)                                | 1990. június 26.                              | Kiekko-Espoo                                  |
| 16                                            | F                                             | Petra Nieminen                                | 1,69 m (5 ft 7 in)                            | 68 kg (150 lb)                                | 1999. május 4.                                | Luleå HF                                      |
| 18                                            | G                                             | Meeri Räisänen                                | 1,70 m (5 ft 7 in)                            | 66 kg (146 lb)                                | 1989. december 2.                             | JYP U20 Akatemia                              |
| 23                                            | F                                             | Sanni Hakala                                  | 1,54 m (5 ft 1 in)                            | 54 kg (119 lb)                                | 1997. október 31.                             | HV71                                          |
| 24                                            | F                                             | Viivi Vainikka                                | 1,66 m (5 ft 5 in)                            | 67 kg (148 lb)                                | 2001. december 23.                            | Luleå HF                                      |
| 27                                            | F                                             | Julia Liikala                                 | 1,66 m (5 ft 5 in)                            | 63 kg (139 lb)                                | 2001. március 20.                             | HIFK                                          |
| 28                                            | F                                             | Jenniina Nylund                               | 1,71 m (5 ft 7 in)                            | 64 kg (141 lb)                                | 1999. június 18.                              | St. Cloud State Huskies                       |
| 32                                            | F                                             | Emilia Vesa                                   | 1,77 m (5 ft 10 in)                           | 66 kg (146 lb)                                | 2001. január 3.                               | Kiekko-Espoo                                  |
| 33                                            | F                                             | Michelle Karvinen                             | 1,67 m (5 ft 6 in)                            | 65 kg (143 lb)                                | 1990. március 27.                             | Malmö Redhawks                                |
| 34                                            | F                                             | Sofianna Sundelin                             | 1,69 m (5 ft 7 in)                            | 55 kg (121 lb)                                | 2003. január 13.                              | Team Kuortane                                 |
| 36                                            | G                                             | Anni Keisala                                  | 1,75 m (5 ft 9 in)                            | 80 kg (180 lb)                                | 1997. április 5.                              | Ilves                                         |
| 40                                            | F                                             | Noora Tulus                                   | 1,65 m (5 ft 5 in)                            | 56 kg (123 lb)                                | 1995. augusztus 15.                           | Luleå HF                                      |
| 61                                            | F                                             | Tanja Niskanen                                | 1,76 m (5 ft 9 in)                            | 72 kg (159 lb)                                | 1992. szeptember 11.                          | KalPa                                         |
| 77                                            | F                                             | Susanna Tapani                                | 1,77 m (5 ft 10 in)                           | 68 kg (150 lb)                                | 1993. március 2.                              | KRS Vanke Rays                                |
| 88                                            | D                                             | Ronja Savolainen                              | 1,77 m (5 ft 10 in)                           | 75 kg (165 lb)                                | 1997. november 29.                            | Luleå HF                                      |

A csoport
| Hely. | Csapat                                       | M | Gy | HGy | HV | V | G+ | G– | Gk  | P  | Továbbjutás                  |
| ----- | -------------------------------------------- | - | -- | --- | -- | - | -- | -- | --- | -- | ---------------------------- |
| 1.    | Kanada (CAN)                                 | 4 | 4  | 0   | 0  | 0 | 33 | 5  | +28 | 12 | Továbbjutott a negyeddöntőbe |
| 2.    | Egyesült Államok (USA)                       | 4 | 3  | 0   | 0  | 1 | 20 | 6  | +14 | 9  | Továbbjutott a negyeddöntőbe |
| 3.    | Finnország (FIN)                             | 4 | 1  | 0   | 0  | 3 | 10 | 19 | −9  | 3  | Továbbjutott a negyeddöntőbe |
| 4.    | Az Orosz Olimpiai Bizottság versenyzői (ROC) | 4 | 1  | 0   | 0  | 3 | 6  | 18 | −12 | 3  | Továbbjutott a negyeddöntőbe |
| 5.    | Svájc (SUI)                                  | 4 | 1  | 0   | 0  | 3 | 6  | 27 | −21 | 3  | Továbbjutott a negyeddöntőbe |

1. 1 2 3  Finnország 3 pont, +4 Gk; Orosz Olimpiai Bizottság 3 pont, −2 Gk; Svájc 3 pont, −2 Gk. Orosz Olimpiai Bizottság 5–2 Svájc.

| 2022. február 3. 21:10 (14:10) | Finnország (FIN) | 2–5 (0–2, 0–2, 2–1) | Egyesült Államok (USA) | Wukesong Arena, Peking Nézőszám: 335 |

| Jegyzőkönyv | Jegyzőkönyv  | Jegyzőkönyv                               | Jegyzőkönyv   | Jegyzőkönyv                                                               |
| --- | ------------ | ----------------------------------------- | ------------- | ------------------------------------------------------------------------- |
| | Anni Keisala | Kapusok                                   | Maddie Rooney | Játékvezetők: Kelly Cooke Lacey Senuk Vonalbírók: Alex Clarke Sara Strong |
| \| \| 0–1 \| 10:37 – Kessel (Harmon) \| \| \| 0–2 \| 13:00 – Carpenter (Pannek, Dunne) (PP) \| \| \| 0–3 \| 25:32 – Coyne Schofield (Barnes, Compher) \| \| \| 0–4 \| 26:36 – Coyne Schofield (Harmon, Knight) \| \| Tapani (Laitinen, Nieminen) (PP) – 43:15 \| 1–4 \| \| \| \| 1–5 \| 48:01 – Carpenter (Roque, Kessel) \| \| Tapani (PP) – 57:40 \| 2–5 \| \| |              |                                           |               | Játékvezetők: Kelly Cooke Lacey Senuk Vonalbírók: Alex Clarke Sara Strong |
| 8 perc | Büntetések   | 6 perc                                    |               | Játékvezetők: Kelly Cooke Lacey Senuk Vonalbírók: Alex Clarke Sara Strong |
| 12 | Lövések      | 52                                        |               | Játékvezetők: Kelly Cooke Lacey Senuk Vonalbírók: Alex Clarke Sara Strong |
| | 0–1          | 10:37 – Kessel (Harmon)                   |               | Játékvezetők: Kelly Cooke Lacey Senuk Vonalbírók: Alex Clarke Sara Strong |
| | 0–2          | 13:00 – Carpenter (Pannek, Dunne) (PP)    |               | Játékvezetők: Kelly Cooke Lacey Senuk Vonalbírók: Alex Clarke Sara Strong |
| | 0–3          | 25:32 – Coyne Schofield (Barnes, Compher) |               | Játékvezetők: Kelly Cooke Lacey Senuk Vonalbírók: Alex Clarke Sara Strong |
| | 0–4          | 26:36 – Coyne Schofield (Harmon, Knight)  |               |                                                                           |
| Tapani (Laitinen, Nieminen) (PP) – 43:15 | 1–4          |                                           |               |                                                                           |
| | 1–5          | 48:01 – Carpenter (Roque, Kessel)         |               |                                                                           |
| Tapani (PP) – 57:40 | 2–5          |                                           |               |                                                                           |

| 2022. február 5. 12:10 (5:10) | Kanada (CAN) | 11–1 (2–1, 5–0, 4–0) | Finnország (FIN) | Wukesong Arena, Peking Nézőszám: 670 |

| Jegyzőkönyv | Jegyzőkönyv        | Jegyzőkönyv      | Jegyzőkönyv                 | Jegyzőkönyv                                                                        |
| --- | ------------------ | ---------------- | --------------------------- | ---------------------------------------------------------------------------------- |
| | Ann-Renée Desbiens | Kapusok          | Meeri Räisänen Anni Keisala | Játékvezetők: Chelsea Rapin Anna Wiegand Vonalbírók: Lisa Linnek Veronica Lovensnö |
| \| Fillier (Spooner, Thompson) – 01:01 \| 1–0 \| \| \| Nurse – 12:45 \| 2–0 \| \| \| \| 2–1 \| 18:27 – Tuominen \| \| Fillier (Fast, Spooner) – 23:22 \| 3–1 \| \| \| Nurse (Spooner, Rattray) – 30:01 \| 4–1 \| \| \| Jenner (Larocque, Poulin) – 31:20 \| 5–1 \| \| \| Jenner (Zandee-Hart, Poulin) – 34:27 \| 6–1 \| \| \| Stacey (Maltais, Shelton) – 36:35 \| 7–1 \| \| \| Rattray (Jenner, Bell) – 47:06 \| 8–1 \| \| \| Nurse (Ambrose, Spooner) – 53:07 \| 9–1 \| \| \| Stacey (Shelton, Bell) – 54:10 \| 10–1 \| \| \| Jenner (Clark, Poulin) – 54:45 \| 11–1 \| \| |                    |                  |                             | Játékvezetők: Chelsea Rapin Anna Wiegand Vonalbírók: Lisa Linnek Veronica Lovensnö |
| 14 perc | Büntetések         | 8 perc           |                             | Játékvezetők: Chelsea Rapin Anna Wiegand Vonalbírók: Lisa Linnek Veronica Lovensnö |
| 48 | Lövések            | 29               |                             | Játékvezetők: Chelsea Rapin Anna Wiegand Vonalbírók: Lisa Linnek Veronica Lovensnö |
| Fillier (Spooner, Thompson) – 01:01 | 1–0                |                  |                             | Játékvezetők: Chelsea Rapin Anna Wiegand Vonalbírók: Lisa Linnek Veronica Lovensnö |
| Nurse – 12:45 | 2–0                |                  |                             | Játékvezetők: Chelsea Rapin Anna Wiegand Vonalbírók: Lisa Linnek Veronica Lovensnö |
| | 2–1                | 18:27 – Tuominen |                             | Játékvezetők: Chelsea Rapin Anna Wiegand Vonalbírók: Lisa Linnek Veronica Lovensnö |
| Fillier (Fast, Spooner) – 23:22 | 3–1                |                  |                             |                                                                                    |
| Nurse (Spooner, Rattray) – 30:01 | 4–1                |                  |                             |                                                                                    |
| Jenner (Larocque, Poulin) – 31:20 | 5–1                |                  |                             |                                                                                    |
| Jenner (Zandee-Hart, Poulin) – 34:27 | 6–1                |                  |                             |                                                                                    |
| Stacey (Maltais, Shelton) – 36:35 | 7–1                |                  |                             |                                                                                    |
| Rattray (Jenner, Bell) – 47:06 | 8–1                |                  |                             |                                                                                    |
| Nurse (Ambrose, Spooner) – 53:07 | 9–1                |                  |                             |                                                                                    |
| Stacey (Shelton, Bell) – 54:10 | 10–1               |                  |                             |                                                                                    |
| Jenner (Clark, Poulin) – 54:45 | 11–1               |                  |                             |                                                                                    |

| 2022. február 7. 21:10 (14:10) | Svájc (SUI) | 3–2 (1–0, 1–1, 1–1) | Finnország (FIN) | Beijing National Indoor Stadium, Peking Nézőszám: 742 |

| Jegyzőkönyv | Jegyzőkönyv    | Jegyzőkönyv                                  | Jegyzőkönyv  | Jegyzőkönyv                                                                             |
| --- | -------------- | -------------------------------------------- | ------------ | --------------------------------------------------------------------------------------- |
| | Andrea Brändli | Kapusok                                      | Anni Keisala | Játékvezetők: Cianna Lieffers Elizabeth Mantha Vonalbírók: Kendall Hanley Gyiana Mohova |
| \| Christen (Müller, Stalder) (PP2) – 11:52 \| 1–0 \| \| \| \| 1–1 \| 27:49 – Laitinen (Savolainen, Tuominen) (PP) \| \| Rüegg (Müller, Leemann) (PP, EA) – 30:00 \| 2–1 \| \| \| Stalder (Müller, Sigrist) – 41:21 \| 3–1 \| \| \| \| 3–2 \| 50:11 – Holopainen (Vainikkaa, Tulus) \| |                |                                              |              | Játékvezetők: Cianna Lieffers Elizabeth Mantha Vonalbírók: Kendall Hanley Gyiana Mohova |
| 6 perc | Büntetések     | 14 perc                                      |              | Játékvezetők: Cianna Lieffers Elizabeth Mantha Vonalbírók: Kendall Hanley Gyiana Mohova |
| 24 | Lövések        | 40                                           |              | Játékvezetők: Cianna Lieffers Elizabeth Mantha Vonalbírók: Kendall Hanley Gyiana Mohova |
| Christen (Müller, Stalder) (PP2) – 11:52 | 1–0            |                                              |              | Játékvezetők: Cianna Lieffers Elizabeth Mantha Vonalbírók: Kendall Hanley Gyiana Mohova |
| | 1–1            | 27:49 – Laitinen (Savolainen, Tuominen) (PP) |              | Játékvezetők: Cianna Lieffers Elizabeth Mantha Vonalbírók: Kendall Hanley Gyiana Mohova |
| Rüegg (Müller, Leemann) (PP, EA) – 30:00 | 2–1            |                                              |              | Játékvezetők: Cianna Lieffers Elizabeth Mantha Vonalbírók: Kendall Hanley Gyiana Mohova |
| Stalder (Müller, Sigrist) – 41:21 | 3–1            |                                              |              |                                                                                         |
| | 3–2            | 50:11 – Holopainen (Vainikkaa, Tulus)        |              |                                                                                         |

| 2022. február 8. 21:10 (14:10) | Finnország (FIN) | 5–0 (2–0, 3–0, 0–0) | Az Orosz Olimpiai Bizottság versenyzői (ROC) | Beijing National Indoor Stadium, Peking Nézőszám: 797 |

| Jegyzőkönyv | Jegyzőkönyv  | Jegyzőkönyv | Jegyzőkönyv                         | Jegyzőkönyv                                                                |
| --- | ------------ | ----------- | ----------------------------------- | -------------------------------------------------------------------------- |
| | Anni Keisala | Kapusok     | Marija Szorokina Valerija Merkuseva | Játékvezetők: Kelly Cooke Anna Wiegand Vonalbírók: Alex Clarke Sara Strong |
| \| Rantala (Niskanen) – 09:06 \| 1–0 \| \| \| Karvinen (Nieminen, Tulus) (PP) – 18:18 \| 2–0 \| \| \| Nylund (Vanhanen, Rantala) – 27:09 \| 3–0 \| \| \| Tuominen (Laitinen) (PP) – 30:37 \| 4–0 \| \| \| Tapani (Hiirikoski, Tulus) (PP) – 31:06 \| 5–0 \| \| |              |             |                                     | Játékvezetők: Kelly Cooke Anna Wiegand Vonalbírók: Alex Clarke Sara Strong |
| 6 perc | Büntetések   | 14 perc     |                                     | Játékvezetők: Kelly Cooke Anna Wiegand Vonalbírók: Alex Clarke Sara Strong |
| 30 | Lövések      | 19          |                                     | Játékvezetők: Kelly Cooke Anna Wiegand Vonalbírók: Alex Clarke Sara Strong |
| Rantala (Niskanen) – 09:06 | 1–0          |             |                                     | Játékvezetők: Kelly Cooke Anna Wiegand Vonalbírók: Alex Clarke Sara Strong |
| Karvinen (Nieminen, Tulus) (PP) – 18:18 | 2–0          |             |                                     | Játékvezetők: Kelly Cooke Anna Wiegand Vonalbírók: Alex Clarke Sara Strong |
| Nylund (Vanhanen, Rantala) – 27:09 | 3–0          |             |                                     | Játékvezetők: Kelly Cooke Anna Wiegand Vonalbírók: Alex Clarke Sara Strong |
| Tuominen (Laitinen) (PP) – 30:37 | 4–0          |             |                                     |                                                                            |
| Tapani (Hiirikoski, Tulus) (PP) – 31:06 | 5–0          |             |                                     |                                                                            |

Negyeddöntő
| 2022. február 12. 16:40 (9:40) | Finnország (FIN) | 7–1 (2–1, 2–0, 3–0) | Japán (JPN) | Wukesong Arena, Peking Nézőszám: 675 |

| Jegyzőkönyv | Jegyzőkönyv    | Jegyzőkönyv             | Jegyzőkönyv   | Jegyzőkönyv                                                                          |
| --- | -------------- | ----------------------- | ------------- | ------------------------------------------------------------------------------------ |
| | Meeri Räisänen | Kapusok                 | Nana Fujimoto | Játékvezetők: Cianna Lieffers Anna Wiegand Vonalbírók: Lisa Linnek Veronica Lovensnö |
| \| Nieminen (Tulus, Hiirikoski) (PP) – 02:08 \| 1–0 \| \| \| Vainikka (Laitinen, Holopainen) – 04:32 \| 2–0 \| \| \| \| 2–1 \| 15:01 – Shiga (H. Toko) \| \| Karvinen (Nieminen, Tapani) – 25:01 \| 3–1 \| \| \| Nieminen (Karvinen, Laitinen) – 28:29 \| 4–1 \| \| \| Nieminen (Tapani, Hiirikoski) – 40:18 \| 5–1 \| \| \| Tapani (Karvinen, Nieminen) – 48:28 \| 6–1 \| \| \| Hakala (Niskanen, Laitinen) – 52:29 \| 7–1 \| \| |                |                         |               | Játékvezetők: Cianna Lieffers Anna Wiegand Vonalbírók: Lisa Linnek Veronica Lovensnö |
| 8 perc | Büntetések     | 4 perc                  |               | Játékvezetők: Cianna Lieffers Anna Wiegand Vonalbírók: Lisa Linnek Veronica Lovensnö |
| 49 | Lövések        | 25                      |               | Játékvezetők: Cianna Lieffers Anna Wiegand Vonalbírók: Lisa Linnek Veronica Lovensnö |
| Nieminen (Tulus, Hiirikoski) (PP) – 02:08 | 1–0            |                         |               | Játékvezetők: Cianna Lieffers Anna Wiegand Vonalbírók: Lisa Linnek Veronica Lovensnö |
| Vainikka (Laitinen, Holopainen) – 04:32 | 2–0            |                         |               | Játékvezetők: Cianna Lieffers Anna Wiegand Vonalbírók: Lisa Linnek Veronica Lovensnö |
| | 2–1            | 15:01 – Shiga (H. Toko) |               | Játékvezetők: Cianna Lieffers Anna Wiegand Vonalbírók: Lisa Linnek Veronica Lovensnö |
| Karvinen (Nieminen, Tapani) – 25:01 | 3–1            |                         |               |                                                                                      |
| Nieminen (Karvinen, Laitinen) – 28:29 | 4–1            |                         |               |                                                                                      |
| Nieminen (Tapani, Hiirikoski) – 40:18 | 5–1            |                         |               |                                                                                      |
| Tapani (Karvinen, Nieminen) – 48:28 | 6–1            |                         |               |                                                                                      |
| Hakala (Niskanen, Laitinen) – 52:29 | 7–1            |                         |               |                                                                                      |

Elődöntő
| 2022. február 14. 21:10 (14:10) | Egyesült Államok (USA) | 4–1 (0–0, 2–0, 2–1) | Finnország (FIN) | Wukesong Arena, Peking Nézőszám: 642 |

| Jegyzőkönyv | Jegyzőkönyv    | Jegyzőkönyv                                | Jegyzőkönyv  | Jegyzőkönyv                                                                        |
| --- | -------------- | ------------------------------------------ | ------------ | ---------------------------------------------------------------------------------- |
| | Alex Cavallini | Kapusok                                    | Anni Keisala | Játékvezetők: Kelly Cooke Cianna Lieffers Vonalbírók: Anna Hammar Julia Kainberger |
| \| Barnes (Brandt, Knight) (PP) – 23:39 \| 1–0 \| \| \| Knight (Harmon, Coyne Schofield) – 38:53 \| 2–0 \| \| \| Scamurra (Barnes) – 55:20 \| 3–0 \| \| \| \| 3–1 \| 59:34 – Tapani (Karvinen, Hiirikoski) (EA) \| \| Roque (Carpenter, Kessel) (ENG) – 59:55 \| 4–1 \| \| |                |                                            |              | Játékvezetők: Kelly Cooke Cianna Lieffers Vonalbírók: Anna Hammar Julia Kainberger |
| 6 perc | Büntetések     | 6 perc                                     |              | Játékvezetők: Kelly Cooke Cianna Lieffers Vonalbírók: Anna Hammar Julia Kainberger |
| 42 | Lövések        | 26                                         |              | Játékvezetők: Kelly Cooke Cianna Lieffers Vonalbírók: Anna Hammar Julia Kainberger |
| Barnes (Brandt, Knight) (PP) – 23:39 | 1–0            |                                            |              | Játékvezetők: Kelly Cooke Cianna Lieffers Vonalbírók: Anna Hammar Julia Kainberger |
| Knight (Harmon, Coyne Schofield) – 38:53 | 2–0            |                                            |              | Játékvezetők: Kelly Cooke Cianna Lieffers Vonalbírók: Anna Hammar Julia Kainberger |
| Scamurra (Barnes) – 55:20 | 3–0            |                                            |              | Játékvezetők: Kelly Cooke Cianna Lieffers Vonalbírók: Anna Hammar Julia Kainberger |
| | 3–1            | 59:34 – Tapani (Karvinen, Hiirikoski) (EA) |              |                                                                                    |
| Roque (Carpenter, Kessel) (ENG) – 59:55 | 4–1            |                                            |              |                                                                                    |

Bronzmérkőzés
| 2022. február 16. 19:30 (12:30) | Finnország (FIN) | 4–0 (1–0, 0–0, 3–0) | Svájc (SUI) | Wukesong Arena, Peking Nézőszám: 724 |

| Jegyzőkönyv | Jegyzőkönyv  | Jegyzőkönyv | Jegyzőkönyv    | Jegyzőkönyv                                                                    |
| --- | ------------ | ----------- | -------------- | ------------------------------------------------------------------------------ |
| | Anni Keisala | Kapusok     | Andrea Brändli | Játékvezetők: Elizabeth Mantha Lacey Senuk Vonalbírók: Alex Clarke Sara Strong |
| \| Vainikkaa (Tulus, Holopainen) – 11:38 \| 1–0 \| \| \| Tapani (SH) – 43:24 \| 2–0 \| \| \| Laitinen (Holopainen, Savolainen) (PP) – 54:24 \| 3–0 \| \| \| Karvinen (Nieminen, Hiirikoski) (PP) – 59:03 \| 4–0 \| \| |              |             |                | Játékvezetők: Elizabeth Mantha Lacey Senuk Vonalbírók: Alex Clarke Sara Strong |
| 8 perc | Büntetések   | 8 perc      |                | Játékvezetők: Elizabeth Mantha Lacey Senuk Vonalbírók: Alex Clarke Sara Strong |
| 47 | Lövések      | 15          |                | Játékvezetők: Elizabeth Mantha Lacey Senuk Vonalbírók: Alex Clarke Sara Strong |
| Vainikkaa (Tulus, Holopainen) – 11:38 | 1–0          |             |                | Játékvezetők: Elizabeth Mantha Lacey Senuk Vonalbírók: Alex Clarke Sara Strong |
| Tapani (SH) – 43:24 | 2–0          |             |                | Játékvezetők: Elizabeth Mantha Lacey Senuk Vonalbírók: Alex Clarke Sara Strong |
| Laitinen (Holopainen, Savolainen) (PP) – 54:24 | 3–0          |             |                | Játékvezetők: Elizabeth Mantha Lacey Senuk Vonalbírók: Alex Clarke Sara Strong |
| Karvinen (Nieminen, Hiirikoski) (PP) – 59:03 | 4–0          |             |                |                                                                                |

| Csapat           | Helyezés                 |
| ---------------- | ------------------------ |
| Finnország (FIN) | 3. helyezett, bronzérmes |

## Műkorcsolya
| Versenyző                         | Versenyszám | Rövid program | Rövid program | Kűr    | Kűr   | Összesítés | Összesítés |
| Versenyző                         | Versenyszám | Pont          | Hely.         | Pont   | Hely. | Pont       | Helyezés   |
| --------------------------------- | ----------- | ------------- | ------------- | ------ | ----- | ---------- | ---------- |
| Jenni Saarinen                    | Női egyéni  | 56,97         | 25.           | 96,07  | 25.   | 153,04     | 25.        |
| Juulia Turkkila Matthias Versluis | Jégtánc     | 68,23         | 16.           | 105,65 | 15.   | 173,88     | 15.        |

## Síakrobatika
Akrobatika
Férfi
| Versenyző    | Versenyszám | Selejtező | Selejtező | Selejtező | Selejtező     | Selejtező | Döntő    | Döntő    | Döntő    | Döntő         | Döntő    |
| Versenyző    | Versenyszám | 1. futam  | 2. futam  | 3. futam  | Jobb eredmény | Hely.     | 1. futam | 2. futam | 3. futam | Jobb eredmény | Helyezés |
| ------------ | ----------- | --------- | --------- | --------- | ------------- | --------- | -------- | -------- | -------- | ------------- | -------- |
| Simo Peltola | Big air     | 49,75     | 41,75     | 72,00     | 72,00         | 29.       | kiesett  | kiesett  | kiesett  | kiesett       | 29.      |
| Simo Peltola | Slopestyle  | 35,01     | 29,25     |           | 35,01         | 27.       | kiesett  | kiesett  | kiesett  | kiesett       | 27.      |
| Jon Sallinen | Félcső      | 18,00     | 18,50     |           | 18,50         | 23.       | kiesett  | kiesett  | kiesett  | kiesett       | 23.      |

Női
| Versenyző   | Versenyszám | Selejtező | Selejtező | Selejtező | Selejtező     | Selejtező | Döntő    | Döntő    | Döntő    | Döntő         | Döntő    |
| Versenyző   | Versenyszám | 1. futam  | 2. futam  | 3. futam  | Jobb eredmény | Hely.     | 1. futam | 2. futam | 3. futam | Jobb eredmény | Helyezés |
| ----------- | ----------- | --------- | --------- | --------- | ------------- | --------- | -------- | -------- | -------- | ------------- | -------- |
| Anni Kärävä | Big air     | 82,50     | 52,50     | 62,00     | 144,50        | 12.       | 81,00    | 54,00    | 82,50    | 136,50        | 9.       |
| Anni Kärävä | Slopestyle  | 55,80     | 61,73     |           | 61,73         | 15.       | kiesett  | kiesett  | kiesett  | kiesett       | 15.      |

Mogul
| Versenyző      | Versenyszám | Selejtező  | Selejtező  | Selejtező  | Selejtező  | Selejtező  | Selejtező  | Selejtező  | Selejtező  | Döntő         | Döntő         | Döntő         | Döntő         | Döntő      | Döntő      | Döntő      | Döntő      | Döntő      | Döntő      | Döntő      | Helyezés |
| Versenyző      | Versenyszám | 1. forduló | 1. forduló | 1. forduló | 1. forduló | 2. forduló | 2. forduló | 2. forduló | 2. forduló | 1. forduló    | 1. forduló    | 1. forduló    | 1. forduló    | 2. forduló | 2. forduló | 2. forduló | 2. forduló | 3. forduló | 3. forduló | 3. forduló | Helyezés |
| Versenyző      | Versenyszám | Idő        | Pont       | Össz.      | Hely.      | Idő        | Pont       | Össz.      | Hely.      | Idő           | Pont          | Össz.         | Hely.         | Idő        | Pont       | Össz.      | Hely.      | Idő        | Pont       | Össz.      | Helyezés |
| -------------- | ----------- | ---------- | ---------- | ---------- | ---------- | ---------- | ---------- | ---------- | ---------- | ------------- | ------------- | ------------- | ------------- | ---------- | ---------- | ---------- | ---------- | ---------- | ---------- | ---------- | -------- |
| Olli Penttala  | Férfi       | 24,53      | 60,30      | 75,95      | 9.         | kiemelt    | kiemelt    | kiemelt    | kiemelt    | 24,39         | 58,84         | 74,68         | 19.           | kiesett    | kiesett    | kiesett    | kiesett    | kiesett    | kiesett    | kiesett    | 19.      |
| Jimi Salonen   | Férfi       | 24,30      | 60,43      | 76,39      | 4.         | kiemelt    | kiemelt    | kiemelt    | kiemelt    | nem ért célba | nem ért célba | nem ért célba | nem ért célba | kiesett    | kiesett    | kiesett    | kiesett    | kiesett    | kiesett    | kiesett    | 20.      |
| Severi Vierelä | Férfi       | 26,92      | 57,16      | 69,66      | 25.        | 25,58      | 54,89      | 69,16      | 18.        | kiesett       | kiesett       | kiesett       | kiesett       | kiesett    | kiesett    | kiesett    | kiesett    | kiesett    | kiesett    | kiesett    | 28.      |

## Sífutás
Távolsági
Férfi
| Versenyző                                                  | Versenyszám     | Klasszikus | Klasszikus | Szabad  | Szabad | Összesen  | Összesen                 |
| Versenyző                                                  | Versenyszám     | Idő        | Hely.      | Idő     | Hely.  | Idő       | Helyezés                 |
| ---------------------------------------------------------- | --------------- | ---------- | ---------- | ------- | ------ | --------- | ------------------------ |
| Ristomatti Hakola                                          | 15 km           |            |            |         |        | 40:49,6   | 28.                      |
| Perttu Hyvärinen                                           | 15 km           |            |            |         |        | 39:00,2   | 6.                       |
| Perttu Hyvärinen                                           | 30 km           | 40:13,1    | 7.         | 38:37,6 | 9.     | 1:19:22,4 | 7.                       |
| Perttu Hyvärinen                                           | 50 km           |            |            |         |        | 1:14:49,5 | 19.                      |
| Remi Lindholm                                              | 15 km           |            |            |         |        | 41:40,0   | 45.                      |
| Remi Lindholm                                              | 30 km           | 41:39,5    | 30.        | 39:35,9 | 24.    | 1:21:49,4 | 25.                      |
| Remi Lindholm                                              | 50 km           |            |            |         |        | 1:15:55,6 | 28.                      |
| Iivo Niskanen                                              | 15 km           |            |            |         |        | 37:54,8   | 1. helyezett, aranyérmes |
| Iivo Niskanen                                              | 30 km           | 39:06,1    | 2.         | 38:33,4 | 7.     | 1:18:10,0 | 3. helyezett, bronzérmes |
| Ristomatti Hakola Iivo Niskanen Perttu Hyvärinen Joni Mäki | 4 × 10 km váltó |            |            |         |        | 1:59:28,6 | 6.                       |

Női
| Versenyző                                                         | Versenyszám    | Klasszikus | Klasszikus | Szabad  | Szabad | Összesen  | Összesen                 |
| Versenyző                                                         | Versenyszám    | Idő        | Hely.      | Idő     | Hely.  | Idő       | Helyezés                 |
| ----------------------------------------------------------------- | -------------- | ---------- | ---------- | ------- | ------ | --------- | ------------------------ |
| Anne Kyllönen                                                     | 10 km          |            |            |         |        | 29:42,6   | 16.                      |
| Anne Kyllönen                                                     | 15 km          | 24:14,9    | 18.        | 23:15,3 | 22.    | 48:10,0   | 22.                      |
| Anne Kyllönen                                                     | 30 km          |            |            |         |        | 1:31:41,0 | 20.                      |
| Johanna Matintalo                                                 | 10 km          |            |            |         |        | 29:31,2   | 14.                      |
| Johanna Matintalo                                                 | 15 km          | 23:12,9    | 9.         | 22:49,6 | 16.    | 46:36,5   | 12.                      |
| Johanna Matintalo                                                 | 30 km          |            |            |         |        | 1:31:01,7 | 23.                      |
| Kerttu Niskanen                                                   | 10 km          |            |            |         |        | 28:06,7   | 2. helyezett, ezüstérmes |
| Kerttu Niskanen                                                   | 15 km          | 22:31,0    | 2.         | 21:44,1 | 7.     | 44:49,8   | 4.                       |
| Kerttu Niskanen                                                   | 30 km          |            |            |         |        | 1:27:27,3 | 3. helyezett, bronzérmes |
| Krista Pärmäkoski                                                 | 10 km          |            |            |         |        | 28:37,8   | 3. helyezett, bronzérmes |
| Krista Pärmäkoski                                                 | 15 km          | 22:33,6    | 4.         | 22:05,2 | 9.     | 45:12,1   | 7.                       |
| Krista Pärmäkoski                                                 | 30 km          |            |            |         |        | 1:28:35,0 | 10.                      |
| Anne Kyllönen Johanna Matintalo Kerttu Niskanen Krista Pärmäkoski | 4 × 5 km váltó |            |            |         |        | 54:02,2   | 4.                       |

Sprint
| Versenyző                         | Versenyszám         | Selejtező | Selejtező | Negyeddöntő | Negyeddöntő | Elődöntő | Elődöntő | Döntő    | Helyezés                 |
| Versenyző                         | Versenyszám         | Idő       | Hely.     | Idő         | Hely.       | Idő      | Hely.    | Idő      | Helyezés                 |
| --------------------------------- | ------------------- | --------- | --------- | ----------- | ----------- | -------- | -------- | -------- | ------------------------ |
| Joni Mäki                         | Férfi egyéni sprint | 2:52,38   | 23.       | 2:57,59     | 1.          | 2:51,10  | 2.       | 3:00,18  | 4.                       |
| Lauri Vuorinen                    | Férfi egyéni sprint | 2:50,91   | 11.       | 2:54,64     | 3.          | kiesett  | kiesett  | kiesett  | 14.                      |
| Iivo Niskanen Joni Mäki           | Férfi csapatsprint  |           |           |             |             | 20:17,81 | 3.       | 19:25,45 | 2. helyezett, ezüstérmes |
| Jasmi Joensuu                     | Női egyéni sprint   | 3:21,05   | 18.       | 3:49,93     | 6.          | kiesett  | kiesett  | kiesett  | 27.                      |
| Jasmin Kähärä                     | Női egyéni sprint   | 3:20,43   | 13.       | 3:30,52     | 6.          | kiesett  | kiesett  | kiesett  | 26.                      |
| Katri Lylynperä                   | Női egyéni sprint   | 3:22,62   | 24.       | 3:24,29     | 5.          | kiesett  | kiesett  | kiesett  | 23.                      |
| Kerttu Niskanen Krista Pärmäkoski | Női csapatsprint    |           |           |             |             | 23:00,82 | 2.       | 22:13,71 | 4.                       |

## Síugrás
Férfi
| Versenyző   | Versenyszám | Selejtező | Selejtező | Selejtező | 1. ugrás | 1. ugrás | 1. ugrás | 2. ugrás | 2. ugrás | 2. ugrás | Összesítés | Összesítés |
| Versenyző   | Versenyszám | Táv       | Pont      | Hely.     | Táv      | Pont     | Hely.    | Táv      | Pont     | Hely.    | Pont       | Helyezés   |
| ----------- | ----------- | --------- | --------- | --------- | -------- | -------- | -------- | -------- | -------- | -------- | ---------- | ---------- |
| Antti Aalto | Normálsánc  | 98,5      | 105,0     | 8.        | 101,5    | 130,5    | 10.      | 99,5     | 125,6    | 9.       | 256,1      | 12.        |
| Antti Aalto | Nagysánc    | 126,5     | 123,0     | 7.        | 131,0    | 124,3    | 24.      | 134,0    | 132,9    | 13.      | 257,2      | 17.        |

Női
| Versenyző        | Versenyszám | Első forduló | Első forduló | Első forduló | Döntő   | Döntő   | Döntő   | Összesítés | Összesítés |
| Versenyző        | Versenyszám | Táv          | Pont         | Hely.        | Táv     | Pont    | Hely.   | Pont       | Helyezés   |
| ---------------- | ----------- | ------------ | ------------ | ------------ | ------- | ------- | ------- | ---------- | ---------- |
| Julia Kykkänen   | Normálsánc  | 82,5         | 72,6         | 25.          | 75,0    | 67,5    | 26.     | 140,1      | 27.        |
| Jenny Rautionaho | Normálsánc  | 66,5         | 48,5         | 32.          | kiesett | kiesett | kiesett | kiesett    | kiesett    |

## Snowboard
Akrobatika
Férfi
| Versenyző        | Versenyszám | Selejtező | Selejtező | Selejtező | Selejtező     | Selejtező | Döntő    | Döntő    | Döntő    | Döntő         | Helyezés |
| Versenyző        | Versenyszám | 1. futam  | 2. futam  | 3. futam  | Jobb eredmény | Hely.     | 1. futam | 2. futam | 3. futam | Jobb eredmény | Helyezés |
| ---------------- | ----------- | --------- | --------- | --------- | ------------- | --------- | -------- | -------- | -------- | ------------- | -------- |
| Kalle Järvilehto | Big air     | 22,75     | 85,75     | 22,00     | 107,75        | 18.       | kiesett  | kiesett  | kiesett  | kiesett       | 18.      |
| Kalle Järvilehto | Slopestyle  | 15,06     | 28,73     |           | 28,73         | 28.       | kiesett  | kiesett  | kiesett  | kiesett       | 28.      |
| Rene Rinnekangas | Big air     | 78,75     | 12,25     | 60,75     | 139,50        | 13.       | kiesett  | kiesett  | kiesett  | kiesett       | 13.      |
| Rene Rinnekangas | Slopestyle  | 67,10     | 60,10     |           | 67,10         | 13.       | kiesett  | kiesett  | kiesett  | kiesett       | 13.      |

Női
| Versenyző      | Versenyszám | Selejtező | Selejtező | Selejtező | Selejtező     | Selejtező | Döntő    | Döntő    | Döntő    | Döntő         | Helyezés |
| Versenyző      | Versenyszám | 1. futam  | 2. futam  | 3. futam  | Jobb eredmény | Hely.     | 1. futam | 2. futam | 3. futam | Jobb eredmény | Helyezés |
| -------------- | ----------- | --------- | --------- | --------- | ------------- | --------- | -------- | -------- | -------- | ------------- | -------- |
| Carola Niemelä | Big air     | 12,75     | 58,50     | 42,25     | 100,75        | 20.       | kiesett  | kiesett  | kiesett  | kiesett       | 20.      |
| Carola Niemelä | Slopestyle  | 22,36     | 38,43     |           | 38,43         | 21.       | kiesett  | kiesett  | kiesett  | kiesett       | 21.      |
| Enni Rukajärvi | Big air     | 25,75     | 17,25     | 63,50     | 89,25         | 22.       | kiesett  | kiesett  | kiesett  | kiesett       | 22.      |
| Enni Rukajärvi | Slopestyle  | 66,75     | 78,83     |           | 78,83         | 3.        | 30,51    | 71,45    | 23,43    | 71,45         | 7.       |